# Ridgeway (Karolina Południowa)
Ridgeway – miasto w Stanach Zjednoczonych, w stanie Karolina Południowa, w hrabstwie Fairfield.